# Disturbo dello sviluppo
I disturbi dello sviluppo comprendono un gruppo di condizioni psichiatriche originate nell'infanzia che comportano gravi danni in diverse aree. Esistono diversi modi per utilizzare questo termine. Il concetto più ristretto è utilizzato nella categoria "Disturbi specifici dello sviluppo psicologico" nell'ICD-10. Questi disturbi comprendono disturbi dello sviluppo del linguaggio, disturbi dell'apprendimento, disturbi motori e disturbi dello spettro autistico. Nelle definizioni più ampie è incluso l'ADHD e il termine utilizzato è disturbi del neurosviluppo. Altri ancora includono il comportamento antisociale e la schizofrenia insorgente nell'infanzia e che continua per tutta la vita. Tuttavia, queste due ultime condizioni non sono stabili come gli altri disturbi dello sviluppo e non ci sono le stesse prove di una responsabilità genetica condivisa.
I disturbi dello sviluppo sono presenti sin dai primi anni di vita. La maggior parte migliora man mano che il bambino cresce, ma alcuni comportano menomazioni che continuano per tutta la vita. C'è una forte componente genetica; sono colpiti più maschi che femmine.

## Epidemiologia
I disturbi dell'apprendimento vengono diagnosticati quando i bambini sono piccoli e hanno appena iniziato la scuola. La maggior parte delle difficoltà di apprendimento si riscontrano al di sotto dei 9 anni.

## Sintomatologia
I bambini piccoli con disturbi della comunicazione potrebbero non parlare affatto o avere un vocabolario limitato per la loro età. Alcuni bambini con disturbi della comunicazione hanno difficoltà a comprendere semplici indicazioni o non sono in grado di nominare gli oggetti. La maggior parte dei bambini con disturbi della comunicazione è in grado di parlare quando entrano a scuola, tuttavia continuano ad avere problemi di comunicazione. I bambini in età scolare hanno spesso problemi a comprendere e formulare parole. Gli adolescenti possono avere più difficoltà a comprendere o esprimere idee astratte.

## Eziologia
Lo studio scientifico delle cause dei disturbi dello sviluppo coinvolge molte teorie differenti. Alcune delle principali differenze tra queste teorie riguardano se l'ambiente interrompe o meno il normale sviluppo o se le anomalie sono predeterminate. Lo sviluppo normale si verifica con una combinazione di contributi dall'ambiente e dalla genetica. Le teorie variano nella parte che ogni fattore deve svolgere nel normale sviluppo, influenzando così il modo in cui sono causate le anomalie.
Una teoria che supporta le cause ambientali dei disturbi dello sviluppo riguarda lo stress nella prima infanzia. Il ricercatore e neuropsichiatra infantile Bruce D. Perry teorizza che i disturbi dello sviluppo possono essere causati da traumi della prima infanzia. Nelle sue opere confronta i disturbi dello sviluppo nei bambini traumatizzati con gli adulti con disturbo da stress post-traumatico, collegando lo stress ambientale estremo alla causa delle difficoltà dello sviluppo. Altre teorie sullo stress suggeriscono che anche piccoli stress possono accumularsi per provocare disturbi emotivi, comportamentali o sociali nei bambini.
Uno studio del 2017 ha testato tutti i 20000 geni in circa 4300 famiglie con bambini con rare difficoltà di sviluppo nel Regno Unito e in Irlanda al fine di identificare se queste difficoltà avessero una causa genetica. Sono stati trovati 14 nuovi disturbi dello sviluppo causati da mutazioni genetiche spontanee non trovate in nessuno dei genitori (come un difetto nel gene CDK13). È stato stimato che circa un bambino su 300 nasce con mutazioni genetiche spontanee associate a rari disturbi dello sviluppo.

## Disturbi dello sviluppo
- Disturbo dello spettro autistico
- Disturbo da deficit di attenzione e iperattività
- Disturbi specifici di apprendimento
- Disturbi della comunicazione
- Disprassia
- Disturbi genetici, come la sindrome di Down o la sindrome di Williams
- Disturbi da tic come la sindrome di Tourette